# 라쳇 & 클랭크: 올 4 원
《라쳇 & 클랭크: 올 4 원》(Ratchet & Clank: All 4 One)는 2011년에 출시된 인섬니악 게임스의 비디오 게임이다.